# アナライズログ
株式会社アナライズログ（英語: Analyzelog Co., Ltd.）は、東京都港区に本社を置く日本の企業。
YouTubeランキングメディア「デジタルクリエイターズ（英語: Digital Creators）」を運営する。また、YouTubeやSNSなど、インターネットで活躍するクリエイターの権利と収入を守りながら、制作活動に集中できる環境つくりをサポートしている。
アナライズログ、略して『アナログ』。社名の直訳は「データ分析」。コンテンツ業界のいろいろな事を数値で可視化するのが得意という由来から来ている。

## 沿革
- 2018年
  - 5月 - 三浦謙介が萩原 穣と共にアナライズログ設立。
- 2019年
  - 2月25日 - 海外ベンチャーキャピタル『Next10Ventures』 より、シードラウンドで資金調達を実施
  - 8月9日 - 人気YouTuber “SUSHI RAMEN【Riku】”とエージェント契約を実施
  - 10月14日 - 世界的なキッズYouTuberチャンネル “Ryan Toys Review”を運営するSunlight Entertainmentと日本マーケットにおけるエージェント契約を実施
  - 12月20日 - 東映アニメーションより、シリーズAとして、資金調達を実施
- 2020年
  - 4月16日 - 小学館より、資金調達を実施
  - 7月2日 - シンエイ動画と、YouTubeなどの配信事業に関する資本業務提携を締結
- 2021年
  - 6月1日 - ぴえろ（以下「ぴえろ」）との間で、配信事業における資本業務提携契約を締結
  - 8月 - オフィス移転
  - 9月1日 - 朝日放送テレビとの間で、配信事業における資本業務提携契約を締結
  - 11月1日 - 『アナライズログ YT PMP』を対象に、JICDAQ（一般社団法人デジタル広告品質認証機構）から、デジタル広告市場が健全に発展することを目指して立ち上げたJICDAQ認証「ブランドセーフティ（自己宣言）」を取得

## サービス

### デジタルクリエイターズ
- デジタルクリエイターズ（英語: Digital Creators）とは、日本にてサービス提供をしているYouTubeランキングメディア、YouTube分析ツールである。